# Comuna Lendava
Lendava este o comună din partea de nord-est a Sloveniei. La recensământul din 2002 avea o populație de 11.151 locuitori (2002).

## Localități
Banuta, Benica, Brezovec, Dolga vas, Dolgovaške Gorice, Dolina pri Lendavi, Dolnji Lakoš, Čentiba, Gaberje, Genterovci, Gornji Lakoš, Hotiza, Kamovci, Kapca, Kot, Lendava, Lendavske Gorice, Mostje, Petišovci, Pince, Pince-Marof, Radmožanci, Trimlini
```
Comuna cuprinde 23 de localități.
```

## Localități componente
Banuta, Benica, Brezovec, Dolga vas, Dolgovaške Gorice, Dolina pri Lendavi, Dolnji Lakoš, Čentiba, Gaberje, Genterovci, Gornji Lakoš, Hotiza, Kamovci, Kapca, Kot, Lendava (reședința comunei), Lendavske Gorice, Mostje, Petišovci, Pince, Pince-Marof, Radmožanci, Trimlini.